# Alfred McMichael
Alfred "Alf" McMichael (1 de outubro de 1927 - 7 de janeiro de 2006) foi um futebolista norte-irlandês que atuava como zagueiro.

## Carreira
McMichael competiu na Copa do Mundo FIFA de 1958, sediada na Suécia, na qual a sua seleção terminou na sétima colocação dentre os 16 participantes.